# Transportlaget
Transportlaget er et af de syv lag i OSI-modellen.
Transportlaget sørger for at data som er blevet skilt ad og sendt flere forskellige veje gennem nettene, igen bliver samlet i den rigtige rækkefølge. Her sikres det også, at data ikke er tabt undervejs. En dataforbindelse som går gennem mange computere har kun et transportlag i enderne af forbindelsen.
Dataprotokoller, som anvendes på dette lag, omfatter SPX, ATP TCP, UDP, RTP og HS/IP (HyperSCSI).
| Telekommunikation | Spire Denne artikel om telekommunikation er en spire som bør udbygges. Du er velkommen til at hjælpe Wikipedia ved at udvide den. |